# ماريو بولييسي
ماريو بولييسي (بالإيطالية: Mario Pugliese)‏ (26 مارس 1996 بسان جورجو أ كريمانو في إيطاليا - ) هو لاعب كرة قدم إيطالي في مركز جناح ‏. شارك مع منتخب إيطاليا تحت 16 سنة لكرة القدم ومنتخب إيطاليا تحت 17 سنة لكرة القدم ومنتخب إيطاليا تحت 18 سنة لكرة القدم ومنتخب إيطاليا تحت 19 سنة لكرة القدم. أما مع النوادي، فقد لعب مع أتالانتا ونادي كاربي ونادي أريتسو.

## روابط خارجية
- ماريو بولييسي على موقع قاعدة بيانات كرة القدم.إي يو (الإنجليزية)
- ماريو بولييسي على موقع Soccerway.com (الإنجليزية)
- ماريو بولييسي على موقع AS.com (الإسبانية)